# World Cup 98
World Cup 98 – pierwsza oficjalna gra z serii FIFA o tematyce Mistrzostw Świata, wydana przez firmę EA Sports z okazji Mistrzostw Świata we Francji w 1998 roku, której deweloperem jest firma EA Games.
Gra została wydana na następujące platformy: PC, PlayStation i Nintendo 64. Posiadała tryby gry jednoosobowej i gry wieloosobowej, meczu towarzyskiego, rzutów karnych oraz rozgrywek pucharowych. Po wygraniu trybu Mistrzostw Świata odblokuje się tryb Classic, w którym można rozgrywać finałowe mecze mundialu z lat 1930-1994.